# Отело (опера)
Отело (итал. Otello), лирска драма (dramma lirico), опера у четири чина Ђузепеа Вердија. Верди је ову оперу компоновао 1884-1885. 

## Либрето
Ариго Боито (Arrigo Boito) према истоименој драми Вилијама Шекспира (William Shakespeare).

## Праизведба
5. фебруар 1887, Милано у Театру Скала (Teatro alla Scala).

## Ликови и улоге
| Отело ()     | мавар, командант млетачке флоте и гувернер Кипра | тенор      |
| Дездемона () | његова жена                                      | сопран     |
| Јаго ()      | Отелов наредник                                  | баритон    |
| Емилија ()   | Јагова жена                                      | мецосопран |
| Касио ()     | капетан                                          | тенор      |
| Родриго ()   | млетачки племић                                  | тенор      |
| Лодовико ()  | амбасадор Млетачке републике                     | бас        |
| Монтано ()   | Отелов претходник на месту гувернера Кипра       | бас        |
| Гласник      |                                                  | бас        |

војници и мореполовци, млетачке даме и господа, народ (хор)

## Место и време
Приморски град на Кипру крајем XV века

### чин
Трг пред тврђавом, са луком и крчмом. Током ужасне олује, народ Кипра и делови млетачких трупа страхују за сигуран повратак њиховог команданта Отела, који је још једном однео победу над Турском. Отелов брод безедно долази до луке и сви поздрављају победника. Само се један човек не весели, Отелов наредник Јаго. Он се осећа гурнутим у запећак упркос заслугама, јер је Отело унапредио Касија у капетана пре њега и намерава да се за то освети. Он одабира млечанина Родерига, који воли Отелову жену Дездемону, као оруђе за освету. Након што напије Касиа, заподева свађу између Родерига и пијаног капетана. Када их Монтано покушава раставити, Касио га рани. Како је и Јаго планирао, Отело чује гужву и долази на лице места; држећи Касиа одговорним, он га ражалује. Дездемона смири Отелов бес. Он је свестан претњи његовој љубави: он је тамнопути човек нпознатог порекла ожењен прелепом и богатом млечанском племињом. Он се плаши за своју срећу, али Дездемона не стрепи, осећајући према Отелу само бескрајну љубав. 
Дворана у палати са погледом на врт. Јаго наставља са својом интригом. Он саветује Касиа да замоли Дездемону да умилостиви Отела. Јаго објашњава да је њему најбитнија освета. Он себе види као манипулатора људских судбина, јер зна која је најслабија тачка стаменог Отела – страх да ће изгубити Дездемонину љубав. Он сусрет Касиа и Дездемоне приказује Отелу у сасвим другом светлу, тако да њена молба за Касија њему изгледа као доказ неверства. Јаго украде Дездемонину марамицу, Отелов дар на њиховом венчању, и када Отело затражи неки доказ неверства, Јаго каже да је видео ту марамицу у Касиовим рукама. Ово наводи Отела да се закуне на освету.
Велика дворана палате. Када Дездемона опет замоли Отела за милост у Касиову корист, Отело је назва курвом. Јаго наведе Касија да говори о својој љубавници Бјанки, али наводи ту причу тако да Отело, који слуша из прикрајка, мисли да је реч о Дездемони. Када види и Дездемонину марамицу у његовим рукама, убеђен је да је преварен и одлучује да је убије. Јагу наређује ад се реши асиа и за то ће постати капетан. Долазе млетачки гласници да поову Отела у Венецију; Касио ће преузети његов положај на Кипру. Отело губи контролу над собом и јавно понижава своју жену и губи свест. Јаго тријумфује.
Дездемонина спаваћа соба. Дездемона се спрема за разговор са Отелом којим ће се решити њена судбина – живот или смрт. Сећа се на стару песму коју је певала њена дадиља и која ју је увек смиривала. Она је пева и полако прелази у молитву, која је једна од најлепших арија у Вердијевом опусу. Отело долази и упркос Дездемониним заклињањима на верност убија је. Јагов покушај убиства Касиа пропада, а његова жена Емилија разоткрива све његове махинације. Отело, у очајању што је убио своју љубав, извршава самоубиство.

## Познате музичке нумере
- – Олујни хор (I чин)
- – љубавни дует Отела и Дездемоне (I чин)
- – Јагова арија (II чин)
- – Отелов монолог (III чин)
- – Дездемонина молитва (IV чин)
- – Отелова смрт (IV чин)